# E-Genius
L'e-Genius est un avion électrique  habité développé par l'Institut de conception d'avions de l'Université de Stuttgart qui vola pour la première fois en mai 2011.

## Développement
L'e-Genius suit une ligne d'avions aux systèmes de propulsion alternatifs développés à l'Institut de Conception d'Avions sous la direction du Professeur Rudolf Voit-Nitschmann : le planeur à moteur solaire Icaré II (1996) et le prédécesseur de l'e-Genius, le planeur à moteur à pile à combustible – Hydrogenius (2006). Les deux avions obtinrent le Prix Berblinger de la Ville d'Ulm en Allemagne.
La plus grande partie de l'avion fut construite par une équipe d'étudiants entre octobre 2010 et mai 2011, dans l'atelier de l'Institut de Conception d'Avions de l'Université de Stuttgart.
La puissance d'un système de propulsion électrique moderne basé sur des batteries doit être démontrée avec l'e-Genius. En outre, Eric Raymond et son équipe ont participé au Green Flight Challenge (en) de la CAFE Foundation (en) de l'été 2011 à Santa Rosa, en Californie, avec cet avion, terminant à la seconde place et gagnant le Prix Lindbergh pour l'avion le plus silencieux. Le Green Flight Challenge fait partie des Centennial Challenges, concours pour les réalisations technologiques non financées par le gouvernement. Le Green Flight Challenge a été doté par la NASA par un prix en argent de $1.650.000. L'objectif de ce concours était de trouver un avion qui puisse voler à une distance minimale de 200 miles (322 km) à une vitesse minimale de 100 mph (160 km/h) tout en utilisant moins d'un gallon (3,79 L) (donc en consommant moins de 1,17 litre aux cent kilomètres), et en ayant un siège.
Le 25 mai 2011, e-Genius termina avec succès son premier vol sur l'aérodrome de Mindelheim-Mattsies, en Allemagne. Le 15 juin e-Genius fit un vol de plus de 340 km à une vitesse moyenne de plus de 160 km/h, qui fut revendiqué comme étant la plus longue distance jamais parcourue par un aéronef électrique à ce moment.
Près de 2 ans après ces vols, un autre record du monde a été revendiqué avec un vol de plus de 400 km au cours d'une campagne de mesure dans le contexte du meeting d'été Idaflieg de 2013. En dehors de quelques travaux d'entretien et de quelques modifications pour certains sous-systèmes, l'e-Genius était resté techniquement inchangé depuis le Green Flight Challenge de 2011. En septembre 2013, e-Genius a remporté le Green Speed Cup avec Klaus Ohlmann au pilotage. Sur le chemin de sa base d'attache vers la Green Speed Cup, e-Genius couvrit une distance de 560 km avec une étape.
Depuis 2015, les développeurs essayent un prolongateur d'autonomie (en) de deux heures et demie, soit environ 400 km.

## Conception
L'e-Genius est un avion biplace à aile haute entièrement fabriqué en fibres composites et équipé d'un train d'atterrissage escamotable. Les sièges sont côte-à-côte.
La propulsion est réalisée par un moteur électrique synchrone à aimant permanent avec une hélice à pas variable. Le diamètre de l'hélice est de 2,20 m.
Le moteur électrique a été conçu et fabriqué spécialement pour l'e-Genius par la compagnie Slovène Sineton. Le moteur a une puissance continue maximale d'environ 58 kW et un rendement de pointe allant jusqu'à 100 kW pour un poids de 27 kg. Le moteur électrique est intégré à la queue verticale de l'e-Genius. Directement derrière les pilotes, au centre de gravité de l'appareil, se trouvent quatre batteries au lithium-ion intégrées dans le fuselage. La capacité totale de ce système de batterie est d'environ 56 kWh.

## Spécifications
Données de Universität Stuttgart
Caractéristiques générales
- Équipage : 2
- Capacité : 180 kg (397 lbs)
- Longueur : 8,1 m
- Envergure : 16,9 m2
- Surface alaire : 14,56 m2
- Masse typique : 850 kg
- Masse maximale au décollage : 950 kg
- Moteur : 1   moteur électrique Sineton de 60 kW   à 2 000 tours par minute, max 100 kW
- Hélices : pas variable propeller, 2 par moteur
  - Diamètre hélice : 2,2 m

 Performances 
- Vitesse maximale : 270 km/h
- Vitesse de croisière : 161 km/h
- Vitesse de décrochage : 77 km/h  avec clapets
- Distance franchissable : supérieur à 400 km
- Plafond : 6 000 m
- Vitesse ascensionnelle : 4,5 m/s. Distance de décollage sur gazon : 285 m

### Aéronefs comparables
- Pipistrel Taurus G4

## Sources
- La page d'accueil du projet e-Genius à l'Institut de Conception d'Avions de l'université de Stuttgart